# Proteinoide
Proteinoide sind proteinähnliche Polymere aus Aminosäuren, welche im Gegensatz zu Proteinen nicht durch eine Proteinbiosynthese, sondern durch Kondensationsreaktionen außerhalb von Lebewesen entstanden sind.  Sidney W. Fox hielt Proteinoide für eine mögliche Vorstufe von Lebewesen im Sinne einer Abiogenese.

## Eigenschaften
Im Jahr 1953 wurden im Miller-Urey-Experiment Aminosäuren in einer hypothetischen Ursuppe erzeugt. Darauf aufbauend entstehen Proteinoide bei Temperaturen um 140 °C, in Anwesenheit von Katalysatoren bereits ab 70 °C. Als mögliche Katalysatoren kommen z. B. Phosphat oder Amidincarbodiimid infrage. Daraus können sich aufgrund hydrophober Effekte sphärische Proteinkomplexe (Mikrosphären) bilden, die zwei Eigenschaften von Lebewesen aufweisen, wie eine proteinbasierte Biomembran und eine Aufspaltung in Tochtersphären als Entsprechung einer Zellteilung. Eine alternative Theorie zur Entstehung von Leben im Zuge der chemischen Evolution ist die RNA-Welt-Hypothese.